# Аккізтогай
Аккізтога́й (каз. Ақкиізтоғай) — село у складі Жилиойського району Атирауської області Казахстану. Адміністративний центр та єдиний населений пункт Аккізтогайського сільського округу.
Населення — 1454 особи (2021; 2232 у 2009, 1337 у 1999, 1210 у 1989).